# 圣塞尔南 (康塔尔省)
圣塞尔南（法語：Saint-Cernin，法語發音：[sɛ̃ sɛʁnɛ̃]）是法国康塔尔省的一个市镇，位于该省中西部，属于欧里亚克区。

## 地理
圣塞尔南（45°3'31"N, 2°25'15"E）面积46.75 平方千米，位于法国奥弗涅-罗讷-阿尔卑斯大区康塔爾省，该省份为法国中南部省份，位于法國中央高原中心，北起科雷兹省、上盧瓦爾省和多姆山省，西接洛特省和科雷兹省，南至阿韦龙省和洛特省，东临上盧瓦爾省和洛泽尔省。
与圣塞尔南接壤的市镇（或旧市镇、城区）包括：弗雷昂格拉尔德、吉尔戈尔、瑞萨克、马尔马尼亚克、圣沙芒、圣西尔格德马尔贝、圣伊利德、圣普罗热德萨莱尔、图讷米尔。

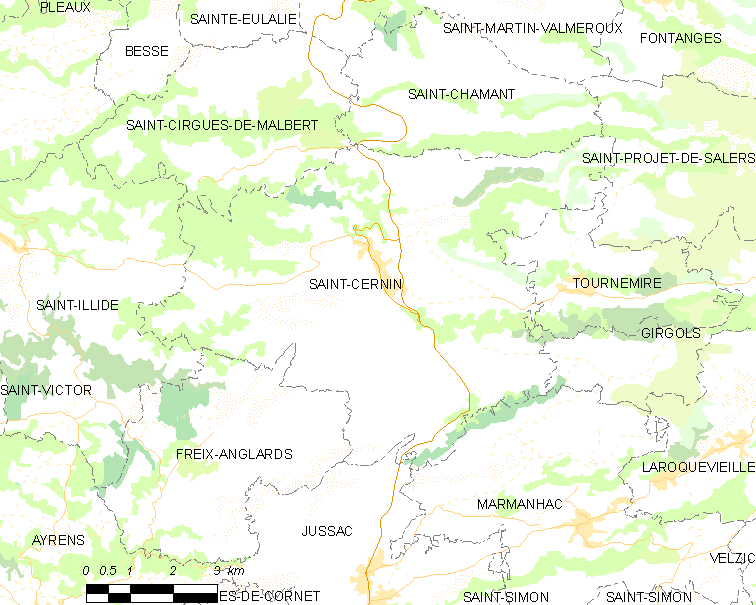
的OSM定位图

圣塞尔南的时区为UTC+01:00、UTC+02:00（夏令时）。

## 行政
圣塞尔南的邮政编码为15310，INSEE市镇编码为15175。

## 政治
圣塞尔南所属的省级选区为诺塞勒县。

## 人口

1962-2008年间人口变化图示

圣塞尔南于2022年1月1日时的人口数量为1047人。